# Jonathan Neil Morgan
Jonathan Neil „Joe“ Morgan (* 20. Mai 1979 in Llanelli) ist ein walisischer Badmintonspieler.

## Karriere
Joe Morgan wurde 2010 erstmals nationaler Titelträger in Wales, wobei er im Herrendoppel mit James Alexander Phillips erfolgreich war. 2012 gewann er Silber im Doppel. Außerhalb seiner Heimat siegte er 2010 bei den Croatian International. 2010 nahm er an den Badminton-Weltmeisterschaften teil.

## Sportliche Erfolge
| Saison | Veranstaltung                | Disziplin    | Platz | Name                        |
| ------ | ---------------------------- | ------------ | ----- | --------------------------- |
| 2004   | Estonian International       | Herrendoppel | 2     | Joe Morgan / James Phillips |
| 2010   | Croatian International       | Herrendoppel | 1     | Joe Morgan / James Phillips |
| 2010   | Wales: Einzelmeisterschaften | Herrendoppel | 1     | Joe Morgan / James Phillips |
| 2010   | Kharkov International        | Herrendoppel | 3     | Joe Morgan / James Phillips |
| 2011   | Wales: Einzelmeisterschaften | Mixed        | 1     | Joe Morgan / Jo Sullivan    |
| 2012   | Wales: Einzelmeisterschaften | Herrendoppel | 2     | Joe Morgan / Martyn Lewis   |
| 2012   | Slovak International         | Herrendoppel | 1     | Joe Morgan / Nic Strange    |
| 2013   | Wales: Einzelmeisterschaften | Herrendoppel | 1     | Joe Morgan / Nic Strange    |